# Halidesmus
Halidesmus – rodzaj ryb z rodziny diademkowatych (Pseudochromidae).

## Klasyfikacja
Gatunki zaliczane do tego rodzaju:
- Halidesmus coccus
- Halidesmus polytretus
- Halidesmus scapularis
- Halidesmus socotraensis
- Halidesmus thomaseni